# Monoszló nemzetség
A Monoszló nemzetség régi középkori magyar úri nemzetség.

## Története
A nemzetség ősi központja a Kőrös vármegyei Monoszló vár lehetett a Csázma mellett. A nemzetség tagjai II. András idején emelkedtek országos tisztségekre.

## Ismert tagjai
- Macharens ispán[1]
- Monoszló nembeli Tamás (II. András idején) horvát–dalmát bán, valkói ispán, Macharens ispán fia[1]
- Monoszló nembeli Gergely (krassói ispán), krassói ispán (1255), a kunok bírája (1269), Tamás bán idősebb fia[1]
- Monoszló nembeli Gergely (vasi ispán), (†1294 előtt), vasi ispán (1270–72), Gergely krassói ispán fia, fiú utóda nincs[1]
- Monoszló nembeli Egyed, asztalnokmester (V. István), tárnokmester, Gergely krassói ispán fia, 1313. március 11-én végrendelkezik a nagyszombati ferencesek előtt, két leánya volt[1]
- Monoszló nembeli Péter (†1307), erdélyi püspök (1270–94), alkancellár (V. István), Gergely krassói ispán fia[1]
- Monoszló nembeli Lodomér váradi püspök (1268–1279), esztergomi érsek (1279–1297)